# 基督教神秘主義

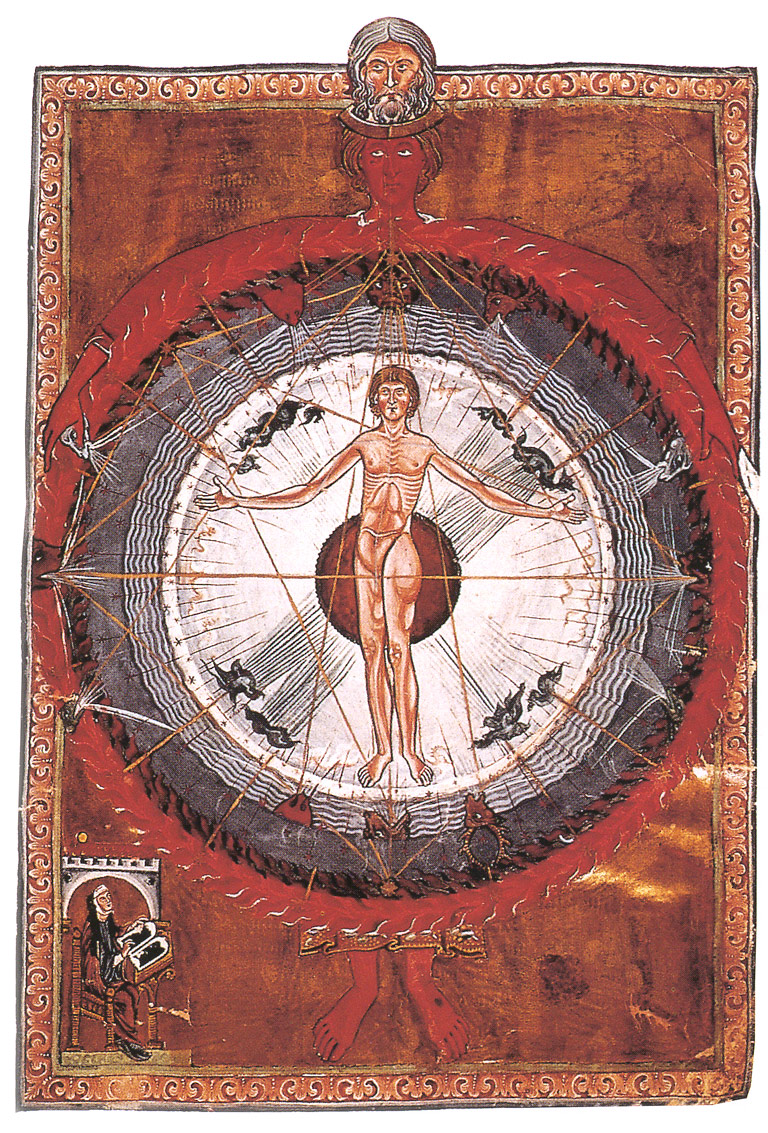
“全能者”（Universal Man）光照（illumination），出自赫德嘉·馮·賓根《神之功業書》（Liber Divinorum Operum，Book of Divine Works，I.2. Lucca，MS 1942，約1165年），十三世紀早期副本。

基督教神秘主義（Christian mysticism），更卻切的譯名應為：基督密教或基督密宗，是基督教內具有奧秘宗風修持與教義之思想流派，旨在追求信徒與聖父、聖子、聖神三位一體的天主之間的直接體驗與心靈上的合一，並依據這種修習風格而發展出各種哲學與神學理論。這經常被聯想到神秘主義神學，在天主教會及東正教會的傳統中更是如此。現時就它的研究方法和修持方式的討論各有不同的論述，由心靈與神的神秘聯合，至藉簡單虔誠的對聖經的沉思（如聖言誦禱）都各有表述。

## 詞源

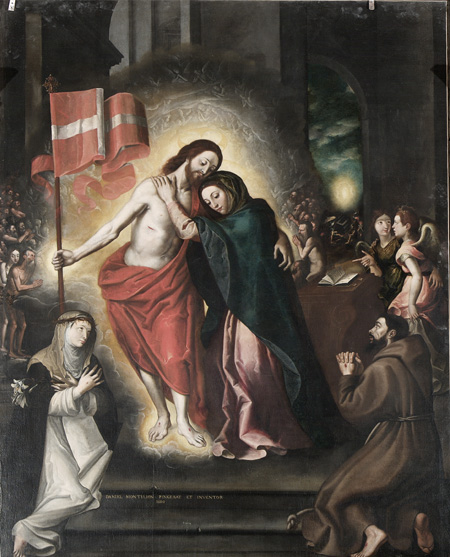
基督與教會的奧秘結合

“神秘主義”的英文Mysticism源自希臘文μυω而來，意為“隱藏”，其派生詞為：μυστικός，mystikos，中文涵義為：“啟蒙、啟發、入教或入門”。在希臘化世界中，“mystikos”是指秘密宗教的入教者。“Mystical（神秘）”所指是秘密的宗教儀式，而這個詞彙並無任何直接指先驗之意。
在早期基督教的術語中，“mystikos”提到三個互為關係的層面，即聖經，禮儀和靈修或沉思。聖經方面是指經文為“隱藏”或寓言的解釋。禮儀方面是指基督於聖餐中同在的奧秘。第三個方面是默想或對神經驗知識的實踐。

## 定義

### 同在
伯納德·麥金（Bernard McGinn）定義基督教神秘主義為：
在基督信仰中，與神直接及轉化性同在的預備、意識及結果等相關的信仰及實踐之一部分或其元素。

### 同在與經驗
麥金認為“同在”一詞比起“聯合”更為精確，因為不是所有的神秘主義都提到與神的聯合，且許多異象和奇蹟並不必然與聯合相關。他並且認為我們應以“意識”到神同在稱之，而非“經歷”到神同在。因為神秘活動並不僅是將神作為外在個體去感受，更應廣泛地涵括以神與我們內在活動同在時之自我意識狀態為基礎，進而去愛及認識神的新方式。
威廉·詹姆斯在1902年出版的《宗教經驗之種種》（The Varieties of Religious Experience）使“宗教經驗”被廣為人知。他也影響了對神秘主義的理解，使它成為一個提供知識的獨特經驗。
韋恩（Wayne Proudfoot）追索到“宗教經驗”一詞的根源，是來自更早的德國神學家士來馬赫。士來馬赫認為宗教是建基於對無限的感悟。他以“宗教經驗”的概念來回應當時崛起的科學和世俗化的批判。這概念受許多宗教學者所採用，其中威廉·詹姆斯是最有影響力的一位。

### 個人轉化
麥金將重點放在轉化上，它透過神秘活動而生，涉及到“同在”的概念，而不是“經驗”：這就是基督教唯一可以判斷神秘的真實性和它的信息，便是個人轉化的原因，包括神秘主義本身和特別被神秘主義影響的群體。
其他的批評者指出對“經驗”的側重是個別特殊的轉化，而非在互相分享生命的群體。另外，它和情景經驗難以分辨，因為神秘主義作為一個過程本就是與宗教矩陣、聖言、崇拜、美德、神學、禮儀和操練密不可分開。
理查·金（Richard King）指出“神秘經驗”與“社會公義”之間的分歧：
神秘主義的私有化 - 也就是在個人經驗中找神秘的體會傾向，用作逃避在政治問題上作為社會公義的一方。神秘主義也因此被視為養成內心安寧和平靜的個人事宜，使個人能適應現狀，減輕焦慮和壓力，而不是尋求轉化世界。
轉化在俄利根的神學觀中特別重要。

### 社會建構論
神秘經驗並非單是神秘主義者與神之間的事，而往往是深受文化所影響。卡羅琳·沃克拜納姆（Carolyn Walker Bynum）就指出在中世紀後期，神蹟在聖餐出現的時候，不僅是象徵耶穌受難，而是通過辯護神秘正統神學來證明神秘主義者沒有受異端思想影響，例如卡特里（Cathar）反對物質世界是邪惡的，與神道成肉身並維持無罪的正統教導背道而馳。因此，神秘經驗的性質可以針對特定的文化和當時的神學議題而改變。

## 發展
自公元二世紀，神秘主義實現的想法在基督教中廣泛流行，當中所指的不單是靈性操練，亦包含他們相信儀式及經文當中有隱藏的（“神秘”）含義。
神秘主義和神聖異象之間的關聯始於早期教會的教父，他們使用術語作為形容詞，例如神秘神學和神秘冥想。
在隨後的幾個世紀，特別是當基督教護教開始使用希臘哲學來解釋基督教思想，新柏拉圖主義透過希波的奧古斯丁及俄利根等，影響了基督教神秘思想與行為。

### 猶太人先行者
在耶穌之前的時期，猶太人的靈性生活是高度集體性和公開的，其主要根據猶太會堂中的崇拜活動（包括誦讀和理解希伯來文聖經、背誦禱文）以及重大節日而定。因此，個人的靈性生活受禮儀和聖經的強烈影響（例如使用詩篇作祈禱），而且個人的祈禱經常憶及歷史事件，就如他們記起自身的迫切需要一樣的頻繁。
以下內容為特別重要：
- Da'at（知識）和Chokhmah（智慧），來自多年的閱讀、祈禱和經文默想；
- Shekhinah，神在我們日常生活中的同在，指神同在時帶來今世的財富，以及沒有神同在時帶來的痛苦和等候；
- 神的隱藏性，來自於我們無法於神榮耀的完全啟示下站立得住，這迫使我們通過信心和順服尋求神；
- “托拉-神秘主義”（Torah-mysticism）以神的律法為中心表達神的旨意，因此擁有財物是順服的結果，亦是熱衷默想和研究律法所帶來的；
- 清貧，是一種禁慾主義，其基於相信末世將到，神即將臨到，同時突顯了猶太人長久被外國欺壓而形成之反應。

在基督教的神秘主義中，Shekhinah是一個奧秘，Da'at成為諾斯底，而清貧則成為修道的重要部分。

### 福音
基督教經文，某程度上是基督教會的創始故事，它提供了許多對後代基督教神秘主義十分重要的關鍵故事和概念。聖餐儀式、洗禮和主禱文的操練，這些活動在它們的儀式和象徵價值中擔當重要角色。其他聖經中的敘事提供了默想重點的場景：耶穌受難和他復活後的顯現是其中兩個最核心的基督教神學；但聖靈感孕之中著重聖靈多於瑪利亞，以及登山變像中簡要揭示了衪的屬天榮耀，也成為默想的重要意象。此外，許多基督教經文乃建基於猶太屬靈基礎上，如chokhmah、shekhinah。
但是不同的作家提出不同的意象和想法。對觀福音（儘管有許多差異）介紹了幾個重點，其中兩個是心理行為而涉及到希臘猶太人對知識／諾斯底的觀念：清心——我們可見神的光；悔改：包括讓神判斷，然後改變我們。曠野是被對觀福音呈現為另一個重要思想，用作比喻為當我們靈性貧乏時得見神的地方。
《約翰福音》側重於對光的形容和十字架的描述來高舉神的榮耀；他也把十字架看成是神之愛的例子：是一種不太屬乎情感，而是願意服事和關心他人的一種愛。但在強調愛的同時，約翰把焦點由知識/諾斯底層面轉移到屬靈成長的目標上，其中他多次提出以禁慾的思想去理解宇宙的基本原則並世人的精神原則。雖然約翰沒有再作進一步跟進禁慾的概念如何解釋人類有成聖之可能，這卻是後期基督徒作家發展出來的。後人也將徘迥於應否跟隨對觀福音書之中去強調愛，還是強調知識。
在保羅的書信中也著重於心理活動，與對觀福音表達的不同，這等同於心靈的更新和悔改。相反，保羅認為我們的心意更新發生在我們考慮耶穌十字架所做的，這樣打開了恩典和聖靈在我們心裡的工作。像約翰和保羅是對知識不感興趣，寧願強調隱藏，神計劃的奧秘是通過基督啟示。保羅對十字架的討論不同於約翰，約翰傳譯十字架是阻擋人到神面前的絆腳石，多於揭示神的榮耀。保羅還形容了基督徒的生活為一個運動員，要求實踐鍛煉為求得獎；後來的作家稱為苦行的做法。

### 早期教會
歸因於使徒教父的文本，在早期有關聖經的文本中指出幾個關鍵主題，特別是呼籲團結、迫害和內部分裂中。神恩的實現，特別是預言，異象和基督教靈知上，通過默想經文和基督的十字架被理解為“聖靈的禮物令我們認識基督”。（這裡對靈知的理解有異於由諾斯底教徒發展出來的諾斯底，他們專注於只提供給少數人的深奧知識，讓他們從邪惡的世界中解放出來。）這些作者還討論了“兩種方式”的概念，這是生活和死亡的方式；這種想法有聖經的根據，被發現在登山寶訓和托拉。這兩種方法都關於清心的概念，以對比神聖和奸詐的心和關鏈到禁慾主義的需要，這使心靈完全或純正。清心尤其重要的是當遇到殉道的威脅，認為這不是一個邪惡，但以此為了修行的終極例子。殉道也被視為聖餐和洗禮連接的象徵。

### 希臘文化
亞歷山大學派對基督教神秘主義以俄利根和亞歷山大的革利免為中心。革利免是一個早期的基督教人文主義學者，他主張理性是人類生存最重要的一面和諾斯底（不是我們可以自己實現，而是基督的禮物）幫助我們找出靈性的真實，這是隱藏在自然世界及經文背後的。亞歷山大的革利免強調順其自然，便住在神的愛中，這被視為一個真理的形式。俄利根持續對東方基督教思想的影響，他認為靈性的實現可以通過寓意釋經（配合猶太哈加達傳統文學(Jewish aggadah tradition)）中發現，但他藉默想十字架的基督，並通過模仿基督的重要性，特別是透過屬靈爭戰和禁慾主義。俄利根強調智慧和美德(theoria and praxis)在靈性練習的重要性，從摩西和亞倫帶領以色列人在曠野的繪製裡，他形容與神的聯合是我們的靈魂與基督的道的婚姻，就像雅歌中婚禮的比喻。亞歷山大學派神秘主義發展有賴赫墨斯主義和新柏拉圖派哲學，因此有一些相同的理念和形象等，儘管他們之間存在分歧。
亞歷山大的斐洛是一個猶太研究希臘文化哲學家，他的重要性是將希伯來聖經聯繫到希臘思想，以至對自身與猶太歷史之間的連繫抱疑問的希臘基督徒。尤其是，斐洛教導希伯來聖經的寓意釋經可達到經文的真正含義，他更教導需匯集斯多葛學派和艾賽尼派與擁有美德和共同崇拜的柏拉圖主義和特拉普提派。斐洛描述智慧的信心原素是在一種靈性的狂喜中，我們的理性被暫停，神的靈取代其位置。斐洛的思想影響亞歷山大學派的基督徒，例如尼撒的貴格利。

### 沙漠教父
在基督的教導和榜樣激勵下，無論以孤立的個人或群體方式，沙漠教父（Desert Fathers）和沙漠教母（Desert Mothers）：男人和女人退到名為Sketes的沙漠，他們簡樸地生活在沙漠中沉思祈禱。這些群體以後被稱為基督教修道主義。神秘主義在基督教修道主義中是不可或缺的，因為實踐的目標是修道士與神聯合。

### 修道主義
東正教會接著見證了修道主義的發展，也見證了尼撒的貴格利、厄瓦格流斯·龐迪可斯及亞略巴古的偽丟尼修在神秘主義方面的進展。修道主義又稱作隱修主義（意思是退隱），被看作是另類的殉道。修道主義與其說是避世，不如說是與魔鬼爭戰（修道主義認為魔鬼住在沙漠），並從人內在的熱情解脫出來，以便向神的道敞開。修士們持續操練冥想經文，以此提升自己達到完美——地中海地區普通的宗教異象，在有基督教思想的故事《異世浮生》（Jacob's Ladder）中出現過。修士們還力圖避開怠惰（“無視”的意思）這個魔鬼——也是一種厭倦或冷漠感，妨礙人持續地實踐屬靈操練。修士們可以住在完全與世隔絕的地方（“hermits”這個詞源於“erēmitēs”，意思是“屬於沙漠的”），或者住在散落的社群（"cenobites"，意思是 "平淡的生活"）。
修道主義因著約翰·卡西安及努西亞的聖本篤的努力而進入並立足於西方世界。同時，西方的靈修著作深受耶柔米及希波的奥古斯丁的影響。

### 中世紀
中世紀早期的發展歸功於大貴格利及比德，以及在凱爾特基督教和盎格魯撒克遜基督教。約翰內斯·司各特·愛留根納及卡洛琳文藝復興使之完善。
中世紀中期神秘主義歷經理論和實踐的蓬勃發展，出現了許多新的修士會。吉戈二世（Guigo II）、賓根的希爾德加德、聖伯爾納鐸和維克多派（the Victorines）的人都來自不同的修士會。另外，教會外也首次湧現出不少廣受關注的虔誠修士。
中世紀晚期出現了道明會和方濟各會思想流派的衝突，這也是兩種不同的神秘主義神學的衝突。一方是聖道明的神學，另一方是亞西西的方濟各、帕度亞的聖安多尼、聖文德、亞科波內·達·托迪和佛利紐的真福安琪拉等人的神學。此外，神秘主義團體以地理區域為中心發展起來：貝居安修會，代表人物有馬格德堡的瑪提爾德、赫德威治（Hadewijch）；萊茵河地區-弗萊明神秘主義修會，代表人物有埃克哈特大師、約翰內斯·陶勒、亨利·蘇索及約翰·雷斯博克；英國的神秘主義修會，代表人物有利查·羅爾、華特·希爾頓及諾里奇的朱利安。這一時期還出現了一些不屬於任何休會的修士，如西恩那的凱薩琳及熱那亞的凱薩琳，還出現了新靈修運動（Devotio Moderna）。這一時期的作品有《日爾曼神學》（Theologia Germanica）、《不知之雲》（The Cloud of Unknowing）及《效法基督》。

### 宗教改革
伴隨文藝復興而來的是基督教新教改革，儘管神秘主義者們創作了相當多的屬靈著作但在很多方面卻沒得到重視。即使最活躍的改革家都可能與中世紀的神秘主義傳統有關。例如馬丁路德。他是一個修士，深受德國道明會神秘主義傳統的埃克哈特及陶勒影響，同時也受狄奧尼修神秘主義傳統的影響。他編印了《日耳曼神學》並聲稱這是繼聖經及奥古斯丁外教導他關於神、基督和人性最重要的著作。甚至約翰·加爾文這個曾經拒絕很多中世紀修道主義的操練及喜愛關於神的教義知識超過情感體驗的人，都深受中世紀神秘主義的影響。換句話說，让·热尔松及新靈修運動強調敬虔作為屬靈成長的方法，其個人實踐在於效法基督及其父子關係上依靠神。同時，他認為我們可以藉著在世上的成功開始享受永恆的救贖，這個觀念帶領後代進入安慰的神秘主義。

### 反宗教改革
宗教改革引發反宗教改革，隨之而來的是神秘主義新的著作更加豐富，按照國籍分組如下。

#### 西班牙
西班牙有依納爵·羅耀拉，他的《神操》目的是讓人開放易於感受性的意識狀態，在這種狀態下人能通過仔細的心靈導引經歷神，透過明白理智和意志的連接知道如何過渡靈性慰藉或靈性枯乾。大德蘭她引用澆灌花園和走過城堡房間的比喻來解釋默想如何通向與神的聯合。十字若望廣泛引用聖經和靈性的影響，仿效聖婚神秘主義改寫傳統神秘主義“三種方法”及提出兩個“黑夜”：理智的黑夜和心靈的黑夜，在黑夜期間人宣告棄絕一切會造成靈魂因與神分離帶來痛苦的障礙，不能繼續正常的靈性操練，因為它在人性和神聖智慧之間遇到巨大的鴻溝，然後照亮並攀上10步上升的梯朝向神。另一個突出的神秘主義者蜜雪兒·莫利諾（Miguel de Molinos），是被稱為寂靜主義的宗教復興的主要使徒。1681年之前沒有任何人質疑過莫利諾，這一年耶穌會的教士保羅史納利（Paolo Segneri）在其《Concordia tra la fatica e la quietenell' orazione》中不點名地攻擊他的觀點。事情提交到宗教法庭，一份報告更稱莫利諾因道德不軌是被判為異端邪。看起來他註定要失敗，1687年9月3日，莫利諾公開承認自己的錯誤，並被判處終身監禁。當時的新教徒看到的不過是耶穌會士逼害一個明智的人，此人敢於抵制當時義大利人瑣碎的宗教儀式。莫利諾於1696或1697年死於獄中。

#### 義大利
義大利有斯庫波利·勞倫斯（Lorenzo Scupoli）。

#### 法國
法國有聖方濟各·沙雷氏、蓋恩夫人、弗朗索瓦·費訥隆、勞倫斯弟兄及布萊茲·帕斯卡。

#### 英國
英國宗派混雜，從天主教的奥古斯丁·貝克爾（Augustine Baker）到聖公會的勞威廉、約翰·鄧恩及蘭斯洛特·安德魯斯（Lancelot Andrewes），到清教徒理查·巴克斯特及約翰·班揚著作《天路歷程》，到第一個貴格會員喬治·福克斯及第一個衛理公會教徒約翰·衛斯理，他精通歐洲大陸的神秘主義。
從托马斯·布朗爵士的作品中看出英國教會的神秘主義如何啟發科學理性的例子。他是諾維奇市的醫生和科學家，其思想常常涉足神秘主義的領域。這一點可以從他的自述《醫生的信仰》（Religio Medici）和《塞勒斯的花園》（The Garden of Cyrus）一書裡神秘數學部分的頁眉標題隨處看到。或者在他的著作The Quincuncial Lozenge，及《古人種植網絡》（Network Plantations of the ancients, Naturally, Artificially, Mystically）一書中都從自然、人工、神秘等方面考慮。布朗高度的原創及大量的象徵手法，廣泛地涉及科學、醫學、光學影像來說明宗教或者屬靈真理，常常產生驚人的效果，尤其是在《醫生的信仰》和他死後出版的警世良言《基督徒道德》（Christian Morals）裡。
在《醫生的信仰》一書中，布朗展示了他的自由主義英國國教、神秘傾向和蒙田式的自我評價（Montaigne-like self-analysis）——關於個性心靈的玄秘、個人喜好、虔誠，還展露了他對科學和信仰之關係的觀察所得。其精神上的信仰聲明和自畫像建構在信、望及恩慈的主題上，同時揭示了他是個等待向讀者介紹他“獨特及強烈真實經歷的靈魂不朽者”。雖然他的作品很難讀及很少人能讀懂，但吊詭地他依然是英國長存的然而卻是第一個“科學的”神秘主義者。

#### 德國
同樣精通神秘主義傳統的德國人約翰·阿恩特和英國清教徒影響了歐洲敬虔主義者如菲利普·雅各·施本爾、加菲德·亞諾（Gottfried Arnold）、摩拉維亞人新生鐸夫及讚美詩作者捷合·特斯特金。阿恩特的著作《真正的基督教》（True Christianity）在新教、天主教同樣在聖公會中非常受歡迎。他的書將聖伯爾納鐸、約翰·陶勒及新靈修運動的影響相結合，專注於信徒心靈內新生命的發展，而遠離當代路德宗神學爭論。[35]阿恩特影響了斯彭內爾，他成立了著名的敬虔學會（collegia pietatis），強調在俗人中靈性指導的角色，這是個可以追溯到里沃克斯的艾爾雷德（Aelred of Rievaulx）悠久的傳統，敬虔主義因著斯彭內爾的構建被人們所熟知，傾向拒絕當時的神學辯論，同時也拒絕理性主義和預先安排好來迎合個人的煽情宗教儀式。[36]

#### 敬虔主義
感性和反智的敬虔主義形式在新生鐸夫的思想指引并他教導下出現。他是摩拉維亞兄弟會的創建者。但更理智縝密的神秘主義形式在約翰·衛斯理的教導下出現。這種形式受到新生鐸夫的影響。同時也在美國牧師喬納森·愛德華茲的教導裡出現。他恢復了热尔松的教導注重順服及借用了早期教父俄利根及尼撒的貴格利關於人渴求神的觀念。[37]約翰·伍爾曼（John Woolman）把世界神秘觀念和所深切關心的社會問題結合在一起，好像衛斯理一樣，伍爾曼受雅各·波墨、勞威廉及《效法基督》一書影響。[38]對敬虔主義的熱愛及神秘經歷結合在伍爾曼和衛斯理的教導裡隨處可見。也同樣見於同時代的荷蘭人特斯提根的教導，他恢復了心靈是神與人的靈魂交往的場所這個觀念，通過聖靈的工作，我們的心靈可以直觀地覺察到神的即時降臨在我們當中。[39]

## 神秘主義傳統

### 東方基督教
東方基督教特別著重保存神秘主義神學[40]及傳統的禱文，這些禱文可以追溯到基督教建立之初。

### 天主教
《聖言誦禱》是禱告的一個形式，它以誦讀聖經經文為中心，藉著努西亞的聖本篤及第一任教宗额我略一世的作品成為6世紀最著名的禱告形式，12世紀藉著吉戈二世(Guigo II)更廣泛地記述及推廣。藉著介紹6世紀神學家亞略巴古的偽丟尼修的著作如《神秘神學》(On Mystical] Theology)出現了9世紀神秘神學的發展。他對否定神學的討論尤其影響深遠。

### 新教
作為宗教改革運動的一部分，新教神學家們從中世紀發展的傳統裡走出來，回到早期教會的根源並恪守聖經。因此，他們會常懷疑天主教神秘主義的操練看起來似乎沒有重視救贖中恩典的作用，卻支持人的行為在救贖中能夠起作用，這個觀念卻是從後聖經根源和操練中而來。因此，新教神學產生很強的批判態度，有時甚至是仇視基督教神秘主義。[41]然而現代新新教會對神秘主義經歷以不同的方式保持開放。新教的神秘主義活動，多集中在美國的大覺醒運動和靈恩運動，但這兩者又不一定是神秘主義者。較明確地屬於神秘主義的思想，通常以貴格會或超驗主義為代表。

## 操練
歷史上，在基督教神祕主義的教導裡；對基督徒而言，神祕主義所側重的議題包括自我本性在靈性上的轉化、對於形塑“按著上主的樣式所造”一般更趨近全人之路徑的跟隨、以及與上主、與教會、與周遭世界、與所有受造物－包含自己之間和諧共融的生活型態。對基督徒而言，這種人性中的潛在特質在耶穌身上得以完美的呈現，而這正是因為祂兼具神與人兩種身分，而在其他人身上則是透過與祂之間的連結而呈現，這包括有意識地連結－像是基督教神祕主義者，或是無意識地連結，例如追隨其他傳統的靈性導師，像是甘地。在東方基督教傳統中將這種轉化稱之為神化(theosis)或成聖(divinization)，這或許可以用亞歷山大的亚他那修的一句格言來做總結：“因神成人，人可成神”。("God became human so that man might become god.")[42]

### 三層進路
早在厄瓦格流斯·龐迪可斯時代，基督教神祕主義者即被描述為是追求身(soma)、心(psyche)、靈(penuma)的三層進路。在西元869年的第四次君士坦丁堡大公會議中，將人的形象修正為只有身與心兩種層次，然而三種層次的概念在神祕主義者當中仍然流傳著。這三種層次後來在西方教會演變為潔淨的(purgative)、光照的(illuminative)、聯合的(unitive)，在東方教會則演變為口的、意的及心的祈禱。首先，潔淨是嚮往傳統基督教神秘主義的起點。[43] 此一層面著重紀律，特別是在人的身體上。因此，它注重定時的祈禱，不論是個人的或集體的；以及以某種特定姿勢進行的祈禱，通常是站立或跪地。此外它也強調其他像是禁食或是施捨等紀律，後者包括被稱為“憐憫之工”的靈性及肉身的活動，如給予飢餓者食物及為無家可歸者提供庇護。
作為基督徒的靈性根基，一般而言“潔淨”主要是著重在對保羅所教導的“靠著聖靈治死身體的惡行”(羅馬書 8:13)的實踐上。它被認為是聖靈在人身上動工的結果，而不是靠著個人努力的結果。同時在保羅的另一段教導“我深信那在你們心裡動了善工的，必成全這工，直到耶穌基督的日子。”(腓立比書1:6)中，肉體的工作不止包括外在的行為，更包括習慣、態度、強烈慾望、沈溺等(有時會被稱為自我的熱情)，不只是外在地與基督徒的真我及存在相反，在內在層面也是如此。伊芙琳·恩德晓形容潔淨是一個人因自覺己身的不完全及有限，後續所帶出的自律及苦行的行為。[44]因其在肉體上、紀律性的層面，此一階段以及整個基督教在靈性上的進路經常被描述為“苦行”－一個源自希臘文，令人聯想到運動訓練的字眼。有鑑於此，在古基督教文學上，傑出的神秘主義者會被稱為“靈性運動家”，一個在新約聖經中數次用來描述基督徒生命的圖象。這裡所追求的是依據經文原意的救贖，不單指一個人在永恆裡的命運，更包含生命中所有範疇的醫治，包括靈性、肉體、心理層面上健康的恢復。
然而對神秘主義者而言仍存在一個難題：他們所追求的被動性，實際上卻是一種最密集的活動狀態，更進一步說，其中並無法產生任何深具創意性的活動。在這當中，表層的自我促使自己進入寧靜的狀態，以致這自我可將另一個更為深層的力量釋放出來，這力量透過冥想的狂喜被提升到最大的果效。[45]
第二階段是光照。需要與聖靈啟蒙意志的活動合作。衪給與真理的頓悟，不限於顯明的經文及其他基督教傳統，更包括隱含在自然中的頓悟，此頓悟不是在科學的道理，反而是真實及自然事件在“深層”的光照，以至神的工作在一個人的所有經歷被感知。恩德晓形容這階段以對超然規律的覺醒，及對新天新地的異象為標記。
第三階段在西方傳統被稱為默想（或神秘默想祈禱[46]），意指一個人以某方式與神聯合的經驗。聯合的經驗層出不窮，但都以與神聖的愛聯合為首要。心因思維可以知道及經歷神或至善者的隱含屬性[47]，因為在約翰一書4:16提到“神就是愛，住在愛裡面的，就是住在神裡面，神也住在他裡面。”有些進路以首兩個階段為第三階段的神秘經驗的預備，亦有人說，這三個階段是重疊及交織一起的。
神秘默想祈禱是基督教神秘主義者所渴望的祝福，不能通過任何人為努力而產生的。這類祈禱有三個特色：1.被注入的（是神植入在靈魂的，非人為結果）。2.使人驚嘆的（代表思維以新方式運作）。3.被動的（靈魂從神接受一些東西，並且是在有意識下接受）。神秘默想祈禱於四個程度顯現：靜默的祈禱、聯合的祈禱、狂喜的聯合、神化的聯合。[46]

### 晏德曉爾的五個階段進路
作家及神秘主義者恩德晓認為有多兩個神秘進路的階段。第一是醒覺。在此階段，人開始有一些對絕對或神聖真實的意識。晏德曉爾借用十字若望在《心靈的黑夜》(Dark Night of the Soul)的用語，滌罪及光照會在第四階段後出現。此階段只有少數人能經驗，是一個最終及完全的淨化，以混亂、無助、意念的停滯、感覺神同在的消退。在恩德晓的觀念中，《心靈的黑夜》不是亞略巴古的偽丟尼修的神聖黑夜與德國基督教神秘主義。這個階段是最終的“無我”，及降服於隱蔽的神聖旨意。第五及最終階段是與愛的對像：唯一的真實--神的聯合。在此，自我被永久建立在一個超然的層次，及被解放於新的目的。[48]

### 默想方式
在一神論的神秘主義中，可分辨出兩個傾向。一個是認定神的所不是，另一個是認定神的所是去認識衪。前者引致對神認知的否定神學，後者則神認知的肯定神學。
- 否定神學：無形、不定、無言，如《未知之雲》(The Cloud of the Unknowing)埃克哈特大師。
- 肯定神學：有形的神，形象或話語，如《神操》(The Spiritual Exercises)的聖依納爵·羅耀拉；朱麗安(Dame Julian)，亞西西的方濟各。此傾向被亞略巴古的偽丟尼修考慮。

學者如侯馬斯(Urban T. Holmes III)把神秘神學以是否強調意念的光照為分類，意念的光照被他指向思索的練習，或心/感情的光照，被指向為情感的練習。思索或情感與否定或肯定的結合，導致一系列的種類：
- 理性主義：否定和肯定
- 敬虔主義：肯定和情感
- 安格提主義：否定和思索
- 寂靜主義：否定和情感

### 禁慾修行
很多神秘主義者根據保羅對運動員的隱喻，及門徒在耶穌於客西馬尼園祈禱時沈睡的故事，以禁食與缺眠等行動去操練身體，甚至走到自鞭的極端。

### 感觀經歷
很多神秘主義者經驗異象，但其他感觀經歷也是常見的，如理察·羅爾(Richard Rolle)聽到如天國的音樂及感到胸口的火焰。

### 狂喜
宗教狂喜於神秘主義者是常見的。如聖女大德蘭，她的經歷被吉安·洛伦佐·贝尼尼雕刻成永垂不朽的雕像：聖德蘭的狂喜。

### 肉體的轉化
一個最為人熟悉的肉體的轉化例子是聖印出現在神秘主義者身上，例如亞西西的方濟各及毕奥神父。但其他轉化也是可能的，例如神聖的氣味，從去世的神秘主義者發出，例如聖女大德蘭和裡修的聖德蘭(Therese of Liseaux)。

### 神蹟
一些神秘主義者聲稱能行神蹟。但對於很多神秘主義者來說，是神蹟發生在他們身上。在中世紀，最普遍的神蹟是發生在女性：聖體神蹟，例如能只以聖體作食物來維持生命，如熱那亞的凱瑟琳曾有此經歷。

## 近代的神秘主義人物

### 勞倫斯弟兄
本名尼哥哈曼，生於1611年法國羅苑的荷利墨斯里。他少年無志讀書，長大後入伍當兵，後來在典戰役受傷而退役。之後，他曾經當過僕役，也當過隱士。最後他加入巴黎的默羅會苦修派，成為俗弟兄，改名為勞倫斯，主要擔當廚房雜務。一當三十年，卒於1691年2月，享年八十歲。
勞倫斯弟兄為人親切友善，質性純樸。在他平凡的外表下，蘊藏獨到的智慧，言論簡單中肯，而使人深思。他內心平靜的境界，不單受窮苦信徒和權貴學士都敬重，就連名傳今世的當代神秘學家弗朗索瓦·芬乃伦也常引用他的話。勞倫斯弟兄在生時已名聞於巴黎，深受法國和英國的新教徒推崇。
勞倫斯弟兄最為人所熟悉的是「天主的臨在」，他憑信德默觀天主臨在他的心靈深處，無論他眼所見，耳所聞，他都會當下昇華到天主那裡。不論身在何處，他都以極平靜的心境去觀物待人，從有形的物事，深入無形的奧秘。
勞倫斯弟兄說：「我活動工作時，和祈禱誦經時的感受毫無差別，在我的廚房閙市裡，常有好幾個人同時問我不同的事情，那時，天主臨在的深度，和我在聖體降福，雙膝跪下時一樣。我領受同樣的平安。」。勞倫斯弟兄拒絕所有雜念的入侵，方能全心全意，靈裡時刻與天主交融，甚至成為習慣。他認為他幾乎不能離開與主交融的境界，而忙其他事。他認為要進到「天主的臨在」，必須用心和愛，而不是用知識和言語。他認為自己不需要做大事，就算是煎幾個蛋，如果是出於愛主的心，他都是會俯伏感謝神，讓他做好這件事。勞倫斯弟兄專心於天主，他認為一生只有一件事可做，就是放下一切與天主無關的事，活得好像這個世界，只有天主和他在世上一樣。
「天主的臨在」的靈修法門：
1. 「天主的臨在」是靈修生活中最神聖、最必要、最平凡的修行方法。不拘時間、不分春秋，無論在任何情緒，愛慕神，謙卑的與主交談、溝通。
2. 靈修者必須努力不懈地，以最自然、單純地與天主會面。
3. 靈修者內心應常節制心靈情緒，不應一時奔放，一時死寂，總要和善、平靜、充滿愛心的在天主跟前。
4. 不論在任何活動中，靈修者都要撇開塵世雜念，抽空讓自己安靜，讓主進到自己的心靈深處。
5. 靈修者須滿有信心，相信神真實的臨在。
6. 靈修者須常常醒察自己的罪，反醒自己多在什麼地方失足，思考如何面對誘惑等。

人與天主合一境界可分為三種不同層次：不自覺的(habitual)、修持上(virtual)的和真實的(actual)。真實的合一是最完美的一種。天主是無盡的奧秘，如果要與祂結合，首先要除去意志、性向、身心偏好，完全解脫，才能一切的事上愛天主。剛開始「天主的臨在」的人，相當艱苦，但持之以恆，就會產生極大果效。[52] [53]

## 延伸閱讀
- Tito Colliander:  Way of the Ascetics, 1981, ISBN 0-06-061526-5
- Samuel Fanous and Vincent Gillespie, eds. The Cambridge Companion to Medieval English Mysticism （页面存档备份，存于）, Cambridge University Press, 2011
- Richard Foster:  Celebration of Discipline: The Path to Spiritual Growth, 1978, ISBN 0-06-062831-6
- Charles J. Healey: Christian Spirituality: An Introduction to the Heritage, St. Paul's, 1999, ISBN 0-8189-0820-3
- Urban T. Holmes, III: A History of Christian Spirituality: An Analytical Introduction, Seabury, 1980, ISBN 0-86683-890-2
- Cheslyn Jones, Geoffrey Wainwright and Edward Yarnold, eds.: The Study of Spirituality, Oxford University Press, 1986, ISBN 0-19-504170-4
- Bernard McGinn: The Foundations of Mysticism: Origins to the Fifth Century, 1991, reprint 1994, ISBN 0-8245-1404-1
- Bernard McGinn: The Growth of Mysticism: Gregory the Great through the 12th Century, 1994, paperback ed. 1996, ISBN 0-8245-1628-1
- Tarjei Park, The English Mystics, SPCK, 1998, ISBN 0-281-05110-0
- Thomas E. Powers:  Invitation to a Great Experiment:  Exploring the Possibility that God can be Known, 1979, ISBN 0-385-14187-4
- Ryan Stark, "Some Aspects of Christian Mystical Rhetoric, Philosophy, and Poetry," Philosophy & Rhetoric 41 (2008): 260-77.
- William Thiele: "Monks in the World: Seeking God in a Frantic Culture", 2014, ISBN 978-1-62564-540-1
- Evelyn Underhill: Mysticism: A Study in Nature and Development of Spiritual Consciousness, 1911, reprint 1999, ISBN 1-85168-196-5 online edition （页面存档备份，存于）
- Evelyn Underhill: The Spiritual Life: Four Broadcast Talks, Hodder & Stoughton, 1937, x, 141 p.

## 其他資料
- Hori, Victor Sogen,  (PDF), 1999  [2015-05-15], （原始内容存档 (PDF)于2020-01-16）
- King, Richard, , Routledge, 2002
- McGinn, Bernard, , New York: Modern Library, 2006
- Parsons, William B., , Oxford University Press, 2011
- Sharf, Robert H.,  (PDF), 2000  [2015-05-15], （原始内容 (PDF)存档于2013-05-13）
- 劉巧玲. 清修庖廚中 / 勞倫斯著 ; 劉巧玲譯. 台北: 光啟出版社, 1990.
- 俞成華. 與神同在 / 勞倫斯 ; 俞成華譯. 南京: 金陵協和神學院文字工作委員會, 1992.

## 外部連結
- Christian Mysticism: A Study in Nature and Development of Spiritual Consciousness
- Christian Mystics: A online library of Christian Mysticism: Current Topics and Public Books
- Christian Mysticism Post on the Realization and Consciousness of Christian Enlightenment